# Chiesa di San Tommaso Apostolo (Ascoli Piceno)
La chiesa di San Tommaso Apostolo si annovera tra gli edifici religiosi di stile romanico della città di Ascoli Piceno.
Sorge al lato della omonima piazza nel centro storico che custodisce i resti dell'anfiteatro romano di Ascoli Piceno, reinterrati nell'anno 1974.

## Storia
Fu costruita verso il 1064 insieme alla Collegiata dei Canonici Lateranensi dell'Ordine di sant'Agostino, per iniziativa del vescovo Bernardo II.
I monaci conducevano una vita semplice, seguendo anche la regola di non possedere proprietà personali. Vivevano all'interno dell'edificio annesso alla chiesa dove si trova anche il chiostro attualmente adibito a Museo dell'arte ceramica.

## Esterno
L'attuale aspetto della costruzione è dovuto agli interventi nel XIII secolo.
L'architettura si mostra con una semplice ampia facciata interamente realizzata in conci squadrati di travertino, tripartita a spioventi, fregiata alla sommità da una cornice. Sul timpano sono incastonate e disposte a forma di croce cinque scodelle in ceramica inserite nel 1930 in sostituzione di quelle antiche; al di sotto il rosone, ricostruito nel 1948.
All'altezza dell'impostazione degli archi dei portali, una cordonatura corre orizzontalmente.
La facciata, aperta da tre porte, ha buche pontaie e ganci in travertino necessari per allestire strutture mobili che si aggiungevano nel corso delle festività cittadine.
Sulla destra si eleva la torre campanaria a base quadrata. Questa ospita la campana più antica di Ascoli Piceno che reca la data 1283.
Sul fianco sinistro si apre un portale ad arco.

## Interno
L'interno dell'aula, a pianta basilicale, è armonico e lineare, si mostra con caratteristiche di spoglia eleganza mista a severa essenzialità.
Ripartito in tre navate divise da pilastri a forma di croce e da colonne che si susseguono alternandosi, con reimpiego anche di porzioni di colonne medioevali e rocchi romani.
Questi elementi sono caratterizzati da fusti, scanalati e lisci, reggenti archi a tutto sesto ed il soffitto a capriate.
Le pareti della navata centrale, i pilastri che sostengono la cupola ed il catino dell'abside, sono decorati da pregevoli stucchi, eseguiti da Emidio Paci nel 1872. Raffigurano san Vincenzo de' Paoli, san Filippo Neri, san Gerolamo Emiliani, santa Caterina da Siena, la Beata Margherita di Savoia, san Giuseppe Calasanzio, i quattro Profeti maggiori ed angeli contornati da vari ornamenti.
Nella porzione laterale del transetto, vi è un altare in travertino risalente alla prima metà del XVIII secolo, con due colonne rastremate che sostengono i capitelli ionici, il marmoreo paliotto è intarsiato.
Sull'altare, è esposta la pala della Pietà, olio su tela, metri 1,90 x 2,95, opera considerata tra le eccellenti realizzate dall'ascolano Biagio Miniera. 
Rappresenta l'Addolorata seduta, che accoglie sulle ginocchia il corpo esanime di Gesù deposto dalla croce.
Ai lati sono dipinte le figure di Giuseppe di Arimatea, la Maddalena, Nicodemo, San Giovanni, san Francesco d'Assisi.
Alla sommità, fra le due parti del frontone spezzato, l'immagine, m. 0,89 x 0,62, di Santa Barbara, cui è dedicato l'altare.
Nella navata di sinistra ci sono sei piccole monofore e quattro, più grandi, nella navata centrale.
Il transetto, sopraelevato, presenta lateralmente una monofora murata ed una bifora.
Avvicinati alla parete del transetto di destra, si scorgono due altari monumentali realizzati in travertino della prima metà del XVIII secolo.
Sul primo, dedicato a Sant'Orsola, vi è esposta la pala, olio su tela, m. 1,90 x 2,95, di Giuseppe Angelini raffigurante la Madonna col Bambino e San Giuseppe in gloria, affiancati da Sant'Antonio di Padova, San Rocco e Sant'Orsola. L'immagine di Sant'Orsola, m. 0,89 x 0,62, è raffigurata nel mezzo del frontone spezzato.
Sull'altro altare l'olio su tela, di Giulio Cantalamessa, II patrocinio di S.Giuseppe, m. 1,55 x 2,15. Qui la Madonna col Bambino è rappresentata seduta in trono con San Giuseppe prostrato sui gradini della soglia, atteggiamento che simboleggia la supplica a favore dell'umanità.
Sul muro di destra, che affianca questo altare, sono visibili elementi di pietra finemente lavorati e due lastre sepolcrali di cui una reca scolpita la data 1383 e l'altra è decorata da piccoli stemmi araldici.
Sull'altare maggiore fa bella mostra di sé un pregevole tabernacolo in legno dorato, del XVI secolo, a forma di tempietto ottagonale, con cupola e raffinate decorazioni pittoriche.
La mensa è dominata dal gruppo scultoreo, in marmo bianco di Carrara, scolpito da Giuseppe e Lazzaro Giosafatti nel XVII secolo. 
Le statue, alte m. 2.10 ciascuna, rappresentano, da sinistra verso destra, san Tommaso apostolo, al centro la Madonna col Bambino, entrambe di Giuseppe Giosafatti, a destra San Giovanni Evangelista realizzato da Lazzaro Giosafatti.
La chiesa custodisce anche quattro acquasantiere, ottenute da capitelli romani scavati ed alloggiati su tronchi di colonne scanalate.
Tutto l'interno dell'aula è punteggiato da affreschi e statue di pregevole fattura.

### La navata sinistra
Degno di particolare menzione il pilastro posto davanti alla porta laterale della navata di sinistra decorato con un affresco, del 1293, raffigurante la Madonna con Bambino, m. 0,77 x 2,21.
Nella zona finale della navata, vicino alla porta laterale di sinistra, trova collocazione il nuovo fonte battesimale del 1960, con la piccola statua, alta 70 cm, di san Giovanni Battista realizzata dallo scultore offidano Aldo Sergiacomi.

### La navata destra
Il primo pilastro reca un affresco, m. 0,67 x 0,97, del XIII secolo, con quattro piccole figure di Santi;
La seconda colonna mostra la Madonna del latte, m. 0,70 x 1,50, questa immagine ritrae la Vergine nell'atto, di materna dedizione, di offrire il latte al Bambino. Contiguo a questo affresco vi è quello in cui si vede Santa Lucia, m. 0,32 x 1,80, recante, con la mano destra, gli occhi in un piatto e, nella sinistra, un libro. Entrambi i dipinti sono databili tra il XIII ed il XIV secolo;
Sul terzo pilastro l'effigie di un Santo benedicente, m. 0,77 x 1,54, ed un'altra immagine della Vergine in trono col Bambino, m. 0,77 x 1,46, entrambi risalenti ai secoli XIII - XIV.
Sulla parete laterale di destra due portali ad arco, ora murati, di cui uno decorato con foglie d'acanto.

## Galleria d'immagini

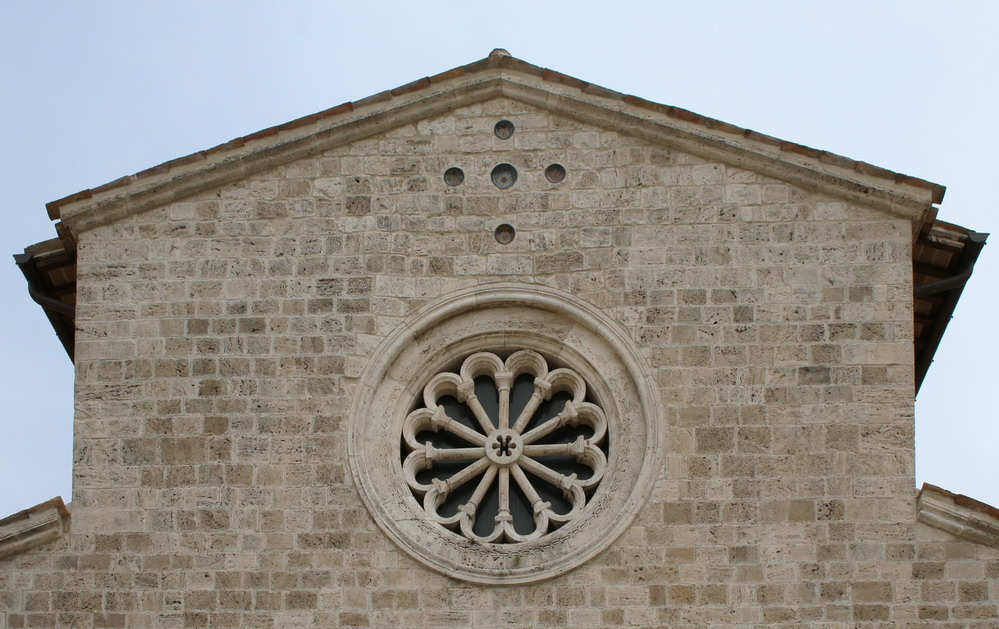
rosone e scodelle in ceramica della facciata
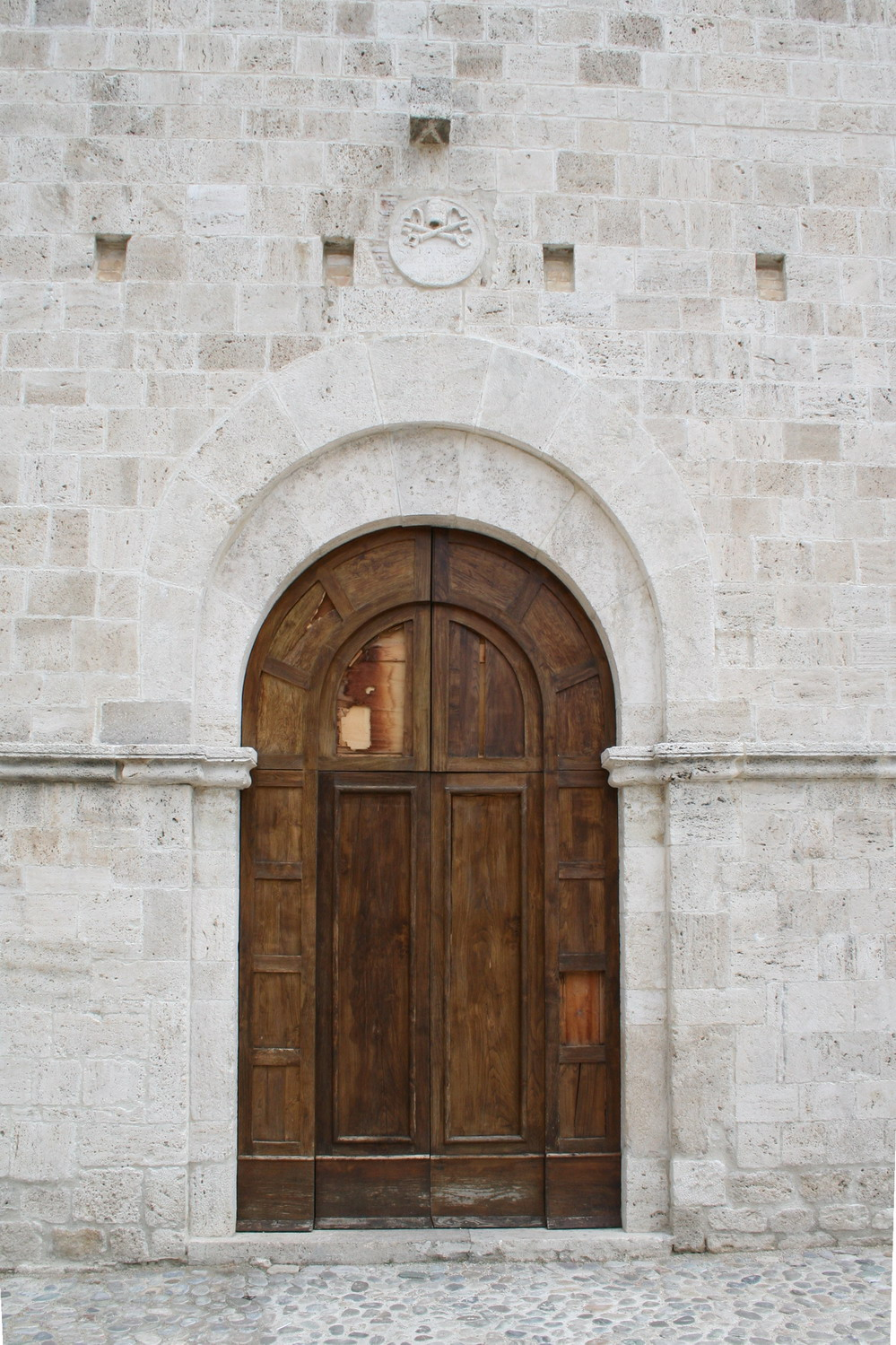
portale dell'ingresso
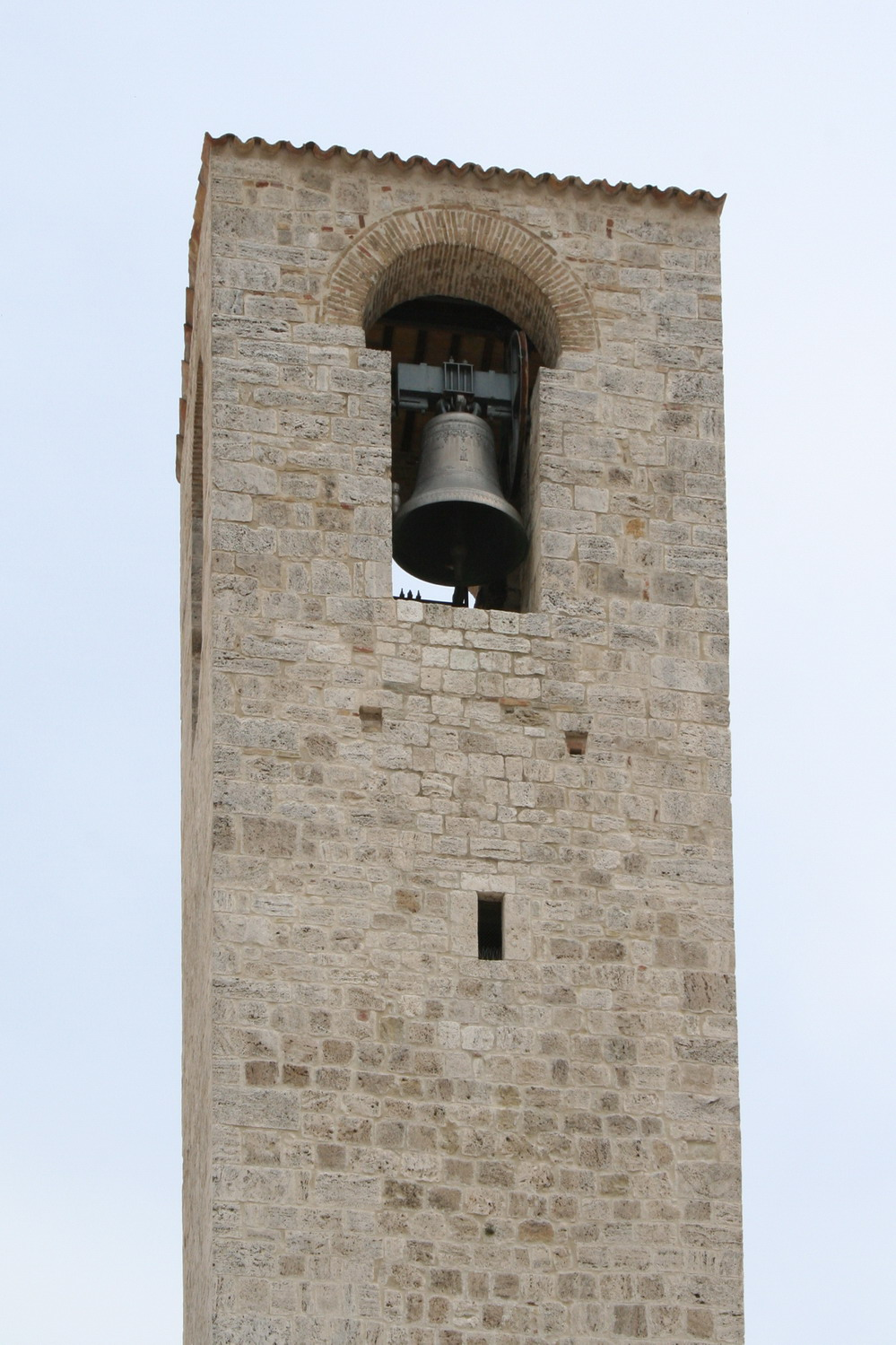
torre campanaria